# Kim Go-eun
Kim Go-eun (en hangul, 김고은; Seúl, 2 de julio de 1991) es una actriz surcoreana, conocida sobre todo por haber protagonizado la series Cheese in the Trap (2016), Goblin (2016-2017) y The King: The Eternal Monarch (2020).

## Primeros años y educación
A los tres años de edad su familia se mudó a Pekín, China, lugar en el cual vivieron durante 10 años. El Director Jung Ji-woo la ha elogiado diciendo que «ella es naturalmente curiosa y valiente. Es fuerte en el sentido de que no es fácilmente influenciada. Ella no hace las cosas solo por que todos los demás las hacen».
Kim asistió a la Escuela de drama de la Universidad Nacional de Artes de Corea.

## Carrera
Después de haber visto a Chen Kaige en Together muchas veces, mientras lloraba cada vez que lo veía, decidió que quería convertirse en directora de cine. Finalmente terminó por unirse al teatro. 
Debutó en la aclamada película A Muse (2012) donde ganó numerosos premios como mejor actriz debutante en Corea del sur. 
Su siguiente aparición fue en las cintas de crimen y suspense Monster (2014), Coin Locker Girl (2015) y Memories of the Sword (2015).
Realizó su debut televisivo en la serie de cable Cheese in the Trap, basada en el webtoon del mismo nombre. También contribuyó con su voz en la canción «Attraction» para la banda sonora de la serie y ganó el Baeksang Arts Award a la mejor actriz debuntante de televisión.
Posteriormente, en el año 2016, coprotagonizó la serie de fantasía de Kim Eun-sook Guardian: The Lonely and Great God.
En julio de 2017, firmó con su nueva agencia BH Entertainment. En ese mismo año, se unió al elenco de la película Byeonsan dirigida por Lee Joon-ik.
El 17 de abril del 2020 se unió al elenco principal de la serie The King: The Eternal Monarch, donde interpretó a la detective Jung Tae-eul en la República de Corea y a la criminal Luna, en el Reino de Corea, hasta el final de la serie el 12 de junio del mismo año.
En septiembre de 2021 se unió al elenco principal de la serie Yumi's Cells, donde da vida a Kim Yu-mi, una mujer normal que lucha por expresar sus sentimientos y a medida que experimenta un crecimiento tanto en su vida amorosa como en su carrera, aprende a encontrar la felicidad en las pequeñas alegrías de la vida cotidiana.
Ese mismo año se anunció que se había unido al elenco principal de la película Hero, donde interpreta a Seol Hee, una joven dama de la corte que es testigo de la muerte de la última emperatriz, Myeong Sung. La película se rodó en el otoño de 2019, después de varios retrasos causados por la pandemia de Covid-19, acabó estrenándose en diciembre de 2022.
En septiembre de 2022 protagonizó la serie Las hermanas, con el personaje de Oh In-ju, la mayor de las tres hermanas y una mujer que quiere proteger a su familia con dinero después de crecer en la pobreza extrema. La serie es una adaptación libre de la novela homónima de Louisa May Alcott.

## Filmografía

### Series de televisión
| Año       | Título                 | Personaje           | Canal | Ref.   |
| --------- | ---------------------- | ------------------- | ----- | ------ |
| 2016      | Cheese in the Trap     | Hong Seol           | tvN   |        |
| 2016-2017 | Goblin                 | Ji Eun-tak          | tvN   |        |
| 2020      | El rey: Eterno monarca | Jung Tae-eul / Luna | SBS   | [ 20 ] |
| 2021      | Las células de Yoo-mi  | Kim Yoo-mi          | tvN   | [ 21 ] |
| 2022      | Las hermanas           | Oh In-joo           | tvN   | [ 18 ] |

### Películas
| Año  | Título                       | Personaje     | Notas              | Ref                  |
| ---- | ---------------------------- | ------------- | ------------------ | -------------------- |
| 2012 | A Muse                       | Han Eun-gyo   |                    |                      |
| 2012 | Yeonga                       | Yung-ah       | Cortometraje       | [ 22 ] [ 23 ]        |
| 2013 | Neverdie Butterfly           | Moon Soo-yeon |                    |                      |
| 2014 | Monster                      | Bok-soon      |                    |                      |
| 2015 | Coin Locker Girl             | Il-young      |                    |                      |
| 2015 | Memories of the Sword        | Seol-hee      |                    |                      |
| 2015 | The Advocate: A Missing Body | Jin Sun-mi    |                    |                      |
| 2016 | Canola                       | Hye-ji        |                    |                      |
| 2018 | Byeonsan                     | Sun-mi        |                    |                      |
| 2019 | La frecuencia del amor       | Mi Soo        |                    | [ 24 ]               |
| 2020 | Untact                       | Soo Jin       |                    |                      |
| 2021 | Hero                         | Sul Hee       |                    | [ 15 ]               |
| 2024 | Dog Days                     | Soo-jeong     | Aparición especial | [ 25 ] [ 26 ]        |
| 2024 | Exhuma                       | Hwa-rim       |                    | [ 27 ] [ 28 ]        |
| 2024 | Love in the Big City         | Jae-hee       |                    | [ 29 ] [ 30 ] [ 31 ] |

### Programas de variedades
- 2021: The Sea I Wished For - (miembro)[32][33]

### Revistas / sesiones fotográficas
- 2020: Mind Bridge

## Premios y nominaciones
| Año  | Premio                                                                    | Categoría                                                        | Papel                              | Resultado | Ref.          |
| ---- | ------------------------------------------------------------------------- | ---------------------------------------------------------------- | ---------------------------------- | --------- | ------------- |
| 2012 | 8th Jecheon International Music & Film Festival                           | Moët Premio a la estrella en ascenso                             | A Muse                             | Ganadora  | [ 34 ] [ 35 ] |
| 2012 | 21st Buil Film Awards                                                     | Mejor actriz revelación                                          | A Muse                             | Ganadora  | [ 36 ]        |
| 2012 | 32nd Korean Association of Film Critics Awards                            | Mejor actriz revelación                                          | A Muse                             | Ganadora  | [ 37 ] [ 38 ] |
| 2012 | 49th Grand Bell Awards                                                    | Mejor actriz                                                     | A Muse                             | Nominada  | [ 39 ] [ 40 ] |
| 2012 | 49th Grand Bell Awards                                                    | Mejor actriz revelación                                          | A Muse                             | Ganadora  |               |
| 2012 | 33rd Blue Dragon Film Awards                                              | Mejor actriz revelación                                          | A Muse                             | Ganadora  | [ 41 ] [ 42 ] |
| 2012 | 2nd Beautiful Artist Awards (Shin Young-kyun Arts and Culture Foundation) | Premio a la nueva artista                                        | A Muse                             | Ganadora  | [ 43 ]        |
| 2012 | 13th Busan Film Critics Awards                                            | Mejor actriz revelación                                          | A Muse                             | Nominada  |               |
| 2013 | 4th KOFRA Film Awards                                                     | Mejor actriz revelación                                          | A Muse                             | Ganadora  | [ 44 ]        |
| 2013 | 49th Baeksang Arts Awards                                                 | Mejor actriz revelación (Película)                               | A Muse                             | Nominada  |               |
| 2013 | 12th New York Asian Film Festival                                         | Premio a la estrella en ascenso Asia                             | A Muse                             | Ganadora  | [ 45 ] [ 46 ] |
| 2015 | 19th Bucheon International Fantastic Film Festival                        | Fantasia Award                                                   | Coin Locker Girl                   | Nominada  | [ 47 ]        |
| 2015 | 24th Buil Film Awards                                                     | Mejor actriz                                                     | Coin Locker Girl                   | Nominada  |               |
| 2016 | 52nd Baeksang Arts Awards                                                 | Mejor actriz revelación (Televisión)                             | Cheese in the Trap                 | Ganadora  | [ 7 ]         |
| 2016 | 5th APAN Star Awards                                                      | Mejor actriz revelación                                          | Cheese in the Trap                 | Nominada  |               |
| 2016 | Style Icon Awards                                                         | Amazing Rising Star                                              | —                                  | Ganadora  |               |
| 2017 | 53rd Baeksang Arts Awards                                                 | Mejor actriz (Televisión)                                        | Guardian: The Lonely and Great God | Nominada  |               |
| 2017 | 10th Korea Drama Awards                                                   | Premio a la alta excelencia, Actriz                              | Guardian: The Lonely and Great God | Nominada  |               |
| 2020 | 25th Chunsa Film Art Award                                                | Mejor actriz                                                     | La frecuencia del amor             | Nominada  |               |
| 2020 | 28th SBS Drama Award                                                      | Mejor pareja (junto a Lee Min-ho)                                | The King: Eternal Monarch''        | Nominados |               |
| 2020 | 28th SBS Drama Award                                                      | Premio de gran excelencia, actriz en serie de fantasía/romántica | The King: Eternal Monarch''        | Nominada  |               |
| 2024 | Premios Cine21                                                            | Mejor actriz                                                     | Love in the Big City               | Ganadora  | [ 48 ]        |
| 2024 | Festival Women in Film Korea                                              | Mejor actriz                                                     | Love in the Big City               | Ganadora  | [ 49 ]        |
| 2025 | 61.os Premios Baeksang Arts                                               | Mejor actriz                                                     | Love in the Big City               | Pendiente | [ 50 ] [ 51 ] |